# Galina Sergueïeva
Pour les articles homonymes, voir Sergueïeva.
Galina Iermolaïevna Sergueïeva (en russe : Галина Ермолаевна Сергеева), née le 19 janvier (2 février) 1914 à Nijnie Kotly, aujourd'hui faisant partie de la ville de Moscou (arrondissement de Nagorny, District administratif sud) et morte le 5 août 2000 à Moscou, est une actrice soviétique de cinéma et de théâtre, artiste émérite en 1935 de la République socialiste fédérative soviétique de Russie.

## Filmographie sélective
- 1934 : Vesenniye dni de Tatyana Lukashevich et Ruben Simonov
- 1934 : Lyubov Alyony de Boris Yurtsev : Alyona Dzubina
- 1934 : Boule de Suif de Mikhaïl Romm, une adaptation de Boule de Suif de Guy de Maupassant
- 1935 : Myach i serdtse de Boris Yurtsev
- 1937 : Gobzek de Konstantin Eggert : Fannie Malvaux
- 1943 : Aktrisa de Leonid Trauberg : l'actrice